# العلاقات التوغوية الفنزويلية
العلاقات التوغولية الفنزويلية هي العلاقات الثنائية التي تجمع بين توغو وفنزويلا.

## مقارنة بين البلدين
هذه مقارنة عامة ومرجعية للدولتين:
| وجه المقارنة                                              | توغو            | فنزويلا                                  |
| --------------------------------------------------------- | --------------- | ---------------------------------------- |
| المساحة (كم2)                                             | 56.78 ألف       | 916.45 ألف                               |
| عدد السكان (نسمة)                                         | 7.80 مليون      | 28.87 مليون                              |
| الكثافة السكانية (ن./كم²)                                 | 137.37          | 31.5                                     |
| العاصمة                                                   | لومي            | كاراكاس                                  |
| اللغة الرسمية                                             | لغة فرنسية      | اللغة الإسبانية، لغة الإشارة الفنزويلية ‏ |
| العملة                                                    | فرنك غرب أفريقي | بوليفار فنزويلي                          |
| الناتج المحلي الإجمالي (بليون دولار)                      | 4.81 مليار      | 482.36 مليار                             |
| الناتج المحلي الإجمالي (تعادل القوة الشرائية) بليون دولار | 10.67 مليار     |                                          |
| الناتج المحلي الإجمالي الاسمي للفرد دولار أمريكي          | 559             |                                          |
| الناتج المحلي الإجمالي للفرد دولار أمريكي                 | 1.43 ألف        |                                          |
| مؤشر التنمية البشرية                                      | 0.484           | 0.762                                    |
| رمز المكالمات الدولي                                      | +228            | +58                                      |
| رمز الإنترنت                                              | .tg             | .ve                                      |
| المنطقة الزمنية                                           | 00              | 00                                       |

## منظمات دولية مشتركة
يشترك البلدان في عضوية مجموعة من المنظمات الدولية، منها:
| علم المنظمة | اسم المنظمة                        | تاريخ انضمام توغو | تاريخ انضمام فنزويلا |
| ----------- | ---------------------------------- | ----------------- | -------------------- |
|             | الاتحاد البريدي العالمي            | ?                 | ?                    |
|             | البنك الدولي للإنشاء والتعمير      | 1 أغسطس 1962      | 30 ديسمبر 1946       |
|             | منظمة التجارة العالمية             | ?                 | ?                    |
|             | يونسكو                             | 17 نوفمبر 1960    | 25 نوفمبر 1946       |
|             | وكالة ضمان الاستثمار متعدد الأطراف | 15 أبريل 1988     | 9 مايو 1994          |
|             | منظمة حظر الأسلحة الكيميائية       | ?                 | ?                    |
|             | منظمة الشرطة الجنائية الدولية      | ?                 | ?                    |
|             | مؤسسة التمويل الدولية              | 4 سبتمبر 1962     | 28 ديسمبر 1956       |
|             | الأمم المتحدة                      | 20 سبتمبر 1960    | 15 نوفمبر 1945       |
|             | الاتحاد الدولي للاتصالات           | 14 سبتمبر 1961    | 13 أغسطس 1920        |

## وصلات خارجية
- موقع وزارة الخارجية الفنزويلية